# Shahrestān-e Shāhīn Dezh
Shahrestān-e Shāhīn Dezh (persiska: شهرستان شاهين دژ) är en delprovins (shahrestan) i Iran.   Den ligger i provinsen Västazarbaijan, i den nordvästra delen av landet, 400 km väster om huvudstaden Teheran.
Delprovinsen hade 92 456 invånare 2016.